# Library of Congress Police
Die Library of Congress Police (dt. Polizei der Kongressbibliothek) war eine 1950 gegründete US-amerikanische Polizeibehörde des Bundes, die für die Sicherheit der Mitarbeiter, der Besucher und der Sammlung der Kongressbibliothek (engl. Library of Congress) in Washington, D.C. zuständig war. Die LOC-Police führte unter anderem Videoüberwachungen, Personenkontrollen und vor allem Streifengänge auf dem Gelände der Kongressbibliothek durch. Sie hatte zwar eher die Funktionen eines Wach- oder Sicherheitsdienstes, war aber eine vollständige Polizeibehörde mit allen dazugehörigen Rechten.

## Zusammenlegung mit der United States Capitol Police
2003 hat der US-Kongress entschieden, die Library of Congress Police aufzulösen und in die United States Capitol Police (USCP) zu integrieren. Alle Mitarbeiter der LOC-Police wurden per Gesetz von der USCP übernommen. Die Integration wurde am 30. September 2009 offiziell abgeschlossen.